# Conjunto de Zampoñas de San Marcos
El Conjunto de Zampoñas de San Marcos (CZSM) es una asociación cultural vinculada a la Universidad Nacional Mayor de San Marcos (UNMSN) dedicada a la conservación de la tradición del siku, fundada en 1977 en la Casona de San Marcos. Forma parte del Centro Universitario de Folklore de la Universidad Nacional Mayor de San Marcos (CUF-UNMSM) y ostenta el rango de ser el primer conjunto de sikuris con integrantes "no-puneños", también llamados "limeños" o más comúnmente "metropolitanos", influenciando notoriamente en las demás tropas de sikuris.

## Historia

### Fundación
Se reconoce como fundador al profesor Vicente Mamani Hillasaca, natural de K´arnaya, Huancané, Puno, quien en 1977, en el ex local del Convictorio San Carlos —la actual Casona de San Marcos—, empieza a dar clases de siku, dando origen al colectivo, inicialmente constituido con el nombre de Grupo de Sikuris de San Marcos, este sería parte del Centro de Folklore San Marcos (actual CUF). Así, esta sería la semilla del movimiento de sikuris metropolitanos, dado que este grupo sería el primer conjunto de zampoñas compuesto por personas que no nacieron en Puno, sino estudiantes universitarios sanmarquinos, algo trascendente para la época debido a los conflictos por la idea de que solo la gente de Puno puede realmente tocar el siku. El segundo grupo de sikuris metropolitanos sería Kunanmanta Zampoñas y el tercero Sikuris Runa Taki.

### Desarrollo y evolución
El para entonces nuevo grupo se caracterizaría por su identificación con lo provinciano (provincianismo) —algo muy común en el movimiento de folklore de la época— y esencia universitaria, especialmente sanmarquina, forjando nuevas dinámicas. De este modo el CZSM llega a posicionarse en la vanguardia de la difusión del siku gracias a su principal singularidad del momento: "no ser de extracción puneña".

#### Sobre el término "sikuri metropolitano"
En 1982, Kunanmanta Zampoñas, en su primer aniversario como grupo cultural organizaría el simposio: "Sikuris Metropolitanos Perspectivas", evento al que serían invitados Runa Taki, Sikuris 27 de Julio y el Conjunto de Zampoñas San Marcos. De esta manera se empieza a calificar como "sikuris metropolitanos" a los conjuntos de sikuris que nacen entre fines de los 70´s y comienzos de los 80´s en la metrópoli limeña.

#### Modificación del nombre de la institución y nueva sede
En 1983 como decisión voluntaria del conjunto, por discordancias con el Centro de Folklore de San Marcos (se armó una comisión reorganizadora y se llamó a la reinscripción de miembro del centro), trasladan su sede y actividades a la Ciudad Universitaria de San Marcos, esta experiencia permitiría desarrollar más la autogestión y la visión de nuevas perspectivas, fortaleciéndose. Así es como en 1985 se establecerían dos subgrupos según modalidad y estilo de ejecución del siku: Zampoñada y Sikuri, algo no común, así es como "moldearon los marcos formales para posibilitarse tocar dos modalidades “radicalmente” distintas". Este hecho sería el que conduciría a la institución a cambiar de nombre de Grupo de Zampoñas de San Marcos  a Conjunto de Zampoñas de San Marcos. 

## Labor investigativa
El CZSM también desarrolla actividad investigativa que luego es socializada. En 1985, en el VII Congreso Nacional Extraordinario de Folklore "Ciudad de Lima" se presentó "Informe sobre la Historia de los Sikuris Metropolitanos".